# تک‌شاخ‌ماهی خاکستری
تک‌شاخ‌ماهی خاکستری (نام علمی: Naso caesius) نام یک گونه از سرده تک‌شاخ‌ماهی‌ها است.